# SES-10
SES-10 je lucemburská geostacionární telekomunikační družice vyrobená společností Boeing Satellite Systems pro SES S.A. Po dosažení pozice nad 67. stupněm západní délky na geostacionární oběžné dráze Země bude poskytovat televizní a datové služby v Jižní Americe. První signální větev je určena pro Mexiko a Karibik, druhá je určena speciálně pro Brazílii.
SES-10 byl uveden na přechodovou dráhu ke geostacionární dráze pomocí nosné rakety Falcon 9 v1.2 společnosti SpaceX, sídlem v kalifornském Hawthornu. SES S.A. umožnilo při tomto letu použití již jednou letěného prvního stupně, tím získala údajně slevu 30 %.

## Falcon 9 v1.2
K vynesení byl použit první stupeň s označením B1021, který jako první v historii přistál 8. dubna 2016 na autonomní přistávací plošině ASDS v Atlantském oceánu. Při tomto letu vynášel již osmou zásobovací loď Dragon k Mezinárodní vesmírné stanici. Při tomto, již druhém letu stejného prvního stupně, byl vynášen těžší náklad na přechodovou dráhu ke geostacionární než jaký Falcon 9 v1.2 kdy před tím vynášel. Při tomto letu došlo také k prvnímu pokusu záchrany aerodynamických krytů. Pokus proběhl jen na jedné polovině krytu, která byla vybavena manévrovacími tryskami a řiditelným padákem. Polovina krytu úspěšně dosedla na mořskou hladinu a byla vyzvednuta. Přistání do slané vody ale kryty poškodí, proto se v budoucnu bude nejspíše přistávat na velkou nafukovací plochu umístěnou na hladině.